# Stenopogon kocheri
Stenopogon kocheri là một loài ruồi trong họ Asilidae. Stenopogon kocheri được Timon-David miêu tả năm 1951. Loài này phân bố ở vùng Cổ Bắc giới.